# ملعب مدينة خليفة الرياضية
ملعب مدينة خليفة الرياضية هو ملعب متعدد الاستخدام في مدينة عيسى، البحرين. غالباً ما يتم استخدامه لمباريات كرة القدم وهو الملعب البيتي لنادي النجمة. ولديه القدرة لاحتضان 20،000 متفرج. افتتح الملعب في عام 1968. تم تجديده بقيمة 5.5 مليون دينار بحريني وإعادة افتتاحه في 2007.
استضاف الملعب تسع مباريات من بطولة كأس الخليج العربي لكرة القدم 2013.